# 囉哩人
囉哩人（俄语：люли）是高北人的一個分支。目前主要生活在中亞的塔吉克斯坦、烏茲別克斯坦、吉爾吉斯斯坦。語言和羅姆語接近。信奉伊斯蘭教。其内部社會對外族封閉。
中國史書對他的記載最早出現在《元史》，稱之爲“囉哩回回”。還有中國史書又稱之爲“羅里”、“剌里”、“盧里”、“柳里”等。

## 中國的囉哩人
元代就已有囉哩人從中亞進入中國，《元史·刑法志·雜犯》有：
諸囉哩回回為民害者，從所在有司禁治。

《元史·成宗紀》有：
大德六年九月丁未，中書省臣言：‘羅里等擾民，宜依例决遣置屯田所’。從之。

《元史·順帝紀》有：
是月，回回剌里五百餘人渡河寇掠解、吉、隰等州。

《元史·唵木海傳》有：
癸丑，從宗王旭烈兀征剌里西番
清代王士禛《池北偶谈·谈献四·秦襄毅公年谱》也記載了該族内部社會封閉，以至於近親結婚：
秦州有囉哩戶，乃回回别種。漢人不與通婚姻，自相嫁娶，有以兄弟娶姊妹者，有以姑姨配甥侄者。予訪得清水、秦安等縣，亦有囉哩，乃移文各縣，令其共为婚姻。

## 吉爾吉斯斯坦的囉哩人
囉哩回回住在吉爾吉斯斯坦南部的奧什州。他們的生活水準很低，很多人沒有身份證件。兒童沒有機會接受母語教育。囉哩社區現在努力提高自己的生活水準、保留自己的文化。

## 烏茲別克斯坦的囉哩人
大約有 12,000名囉哩人生活在烏茲別克斯坦。

## 俄羅斯的囉哩人
1990年代初，有囉哩人開始遷入俄羅斯的城市，以火車站和市場附近為落腳點。開始俄羅斯一度誤以爲他們是來自塔吉克的難民，依據民族服飾把他們認作塔吉克人或烏茲別克人。
俄羅斯把囉哩人認作羅姆人，但俄羅斯羅姆人認爲囉哩人和自己不同。

## 參照
1. ↑  Project, Joshua. . joshuaproject.net.   [2021-05-19]. （原始内容存档于2021-01-20）.
2. ↑  Project, Joshua. . joshuaproject.net.   [2021-05-19]. （原始内容存档于2021-01-20）.
3. ↑  Project, Joshua. . joshuaproject.net.   [2021-05-19]. （原始内容存档于2021-05-19）.
4. ↑  . Perepis2002.ru.   [2016-02-09]. （原始内容 (XLS)存档于2016-02-29）.
5. ↑  Salopek, Paul. . National Geographic. January 17, 2017  [January 18, 2017]. （原始内容存档于2020-10-20）. There are about 12,000 Mugats in Uzbekistan. Uzbeks refer to them, often with contempt, as Lyuli or Gypsies, though there is scant genetic evidence linking them to the world’s Roma diaspora. The group divides itself into a caste system that suggests a migration from the Indian subcontinent into Central Asia centuries ago. Traditionally the Mugat were wandering musicians and entertainers. Today they live in tight-knit neighborhoods that are considered no-go zones by other Uzbeks. They are one of the world’s marginal peoples. Many survive by begging, or by recycling scrap metal or plastic bottles.